# Montigny-sur-Canne
Montigny-sur-Canne è un comune francese di 171 abitanti situato nel dipartimento della Nièvre nella regione della Borgogna-Franca Contea.

## Società

### Evoluzione demografica
Abitanti censiti